# ميدان السلطان أحمد

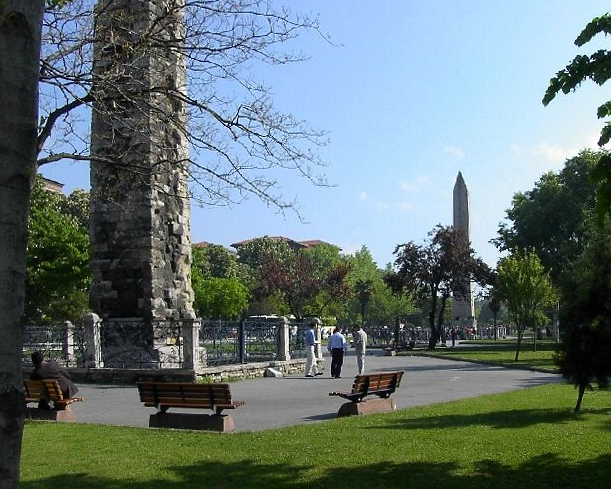
ميدان السلطان أحمد.

ميدان السُلطان أحمد (بالتركية: Sultanahmet Meydanı) كان ميدان سباق الخيل في مدينة القسطنطينية في عهد الإمبراطورية الرومانية وكان في ذلك الحين يمثل مركزاً اجتماعياً للمدينة ومكان للرياضات. أما اليوم فهو ساحة تسمى بميدان السلطان أحمد وتقع في مدينة إسطنبول التركية.

## نبذة
كانت الساحة تستعمل كساحة لسباق الخيول في العهد البيزنطي وقد أجريت فيها الكثير من سباقات الخيول والعروض الرياضية والاحتفالات في العصر العثماني أيضا. وكانت الساحة قد نظمت وكأنها منتزه ولكنها الآن اكتسبت منظرا يدل على تاريخها. وتوجد محلات التي يعرض فيها الفنانون فنهم والتي يتم نصبها خاصة في شهر رمضان المبارك في الساحة المقابلة للمتحف الإسلامي التركي بقباب صغيرة لتعطي لها مظهرا عثمانيا. وفي عام 2011 تم تخصيص مبلغ 17 مليون ليرة تركية لإعادة ترميمها.

## أعلام
- جواد تشوبانلي